# Szygi
Szygi – wieś solecka w Polsce położona w województwie mazowieckim, w powiecie makowskim, w gminie Różan.
Wieś szlachecka położona była w drugiej połowie XVI wieku w powiecie różańskim ziemi różańskiej. W latach 1975–1998 miejscowość administracyjnie należała do województwa ostrołęckiego.
Wierni Kościoła rzymskokatolickiego należą do parafii św. Anny w Różanie.